# Armin Berg
Armin Berg, né le 9 mai 1883 à Brünn, en Autriche-Hongrie et mort le 23 novembre 1956 à Vienne, est un chansonnier, compositeur, pianiste, acteur et écrivain autrichien.

## Filmographie
- 1924 : La Ville sans Juifs
- 1916 : Sami, der Seefahrer
- 1915 : Charley, der Wunderaffe

## Sources
- (de) Cet article est partiellement ou en totalité issu de l’article de Wikipédia en allemand intitulé « Armin Berg » (voir la liste des auteurs).